# إزابيل فورمن
إزابيل فورمن (بالإنجليزية: Isabelle Fuhrman) (ولدت في 25 فبراير 1997) هي ممثلة أمريكية، اشتهرت بدورها في فيلم يتيمة (Orphan).

## حياتها ومهنتها
وُلدت فورمان في واشنطن العاصمة، وهي ابنة إيلينا فورمان الصحفية والمؤلفة والناشطة في مجال العافية ومؤسسة شركة الحساء النباتي "سوبيلينا"، ونيك فورمان الذي كان مرشحًا سابقًا لمجلس النواب الأمريكي ومستشارًا في الأعمال. والدها من أصول أيرلندية وتبنته عائلة يهودية، بينما والدتها مهاجرة يهودية من مولدوفا السوفيتية. لديها أخت كبرى وُلدت في عام 1993.
في عام 1999انتقلت العائلة إلى أتلانتا عندما انضمت والدتها إلى شبكة سي إن إن. التحقت فورمان بمدرسة باكلي الخاصة في شيرمان أوكس، ثم درست لفترة وجيزة في الأكاديمية الملكية للفنون المسرحية ومدارس وستمنستر في أتلانتا. تخرجت من مدرسة ستانفورد الثانوية عبر الإنترنت في عام 2015.

## حياة مهنية
بدأت فورمان مسيرتها التمثيلية في سن السابعة عندما اكتشفها مدير اختيار الممثلين من قناة كرتون نتورك أثناء انتظارها لأختها الكبرى مادلين، وأسند إليها دورًا في العرض جمعة الرسوم المتحركة. تشمل أعمالها المبكرة دور جريس أونيل في الحلقة التجريبية من المسلسل التلفزيوني عدالة لعام 2006، بالإضافة إلى عدد من الإعلانات التجارية الوطنية لعلامات تجارية مثل بيتزا هت وكمارت. في عام 2007 ظهرت لأول مرة في فيلم الدراما المثير للجدل كلب الصيد.
أدى أداء فورمان لدور جريتشن دينيس (المعروفة أيضًا باسم فتاة شبح) أمام جينيفر لوف هيويت في حلقة عام 2008 من مسلسل هامس الأشباح إلى ترشيحها لجائزة الفنان الصغير. في نفس العام تم اختيارها لدور رئيسي في فيلم اليتيمة بجانب فيرا فارميجا وبيتر سارسجارد، بعد بحث واسع النطاق عن ممثلات شابات وحقق فيلم اليتيمة نجاحًا تجاريًا وحظي تمثيل فورمان بإشادة كبيرة. كما ظهرت فورمان في مشاهد كوميدية في برنامج الليلة مع جاي لينو.
في عام 2011، لعبت فورمان دور أنجي فانديرفير في الكوميديا السوداء شارع الخلاص المقتبسة من رواية لاري باينهارت. شارك في الفيلم مجموعة من الممثلين مثل بيرس بروسنان وماريسا تومي، وعُرض لأول مرة في مهرجان صندانس السينمائي.
في عام 2012، أدت فورمان صوت الشخصية المحسّنة وراثيًا فيكتوريا في هيتمان: أبسولوشن. كما لعبت نفس العام دور كلوف وهي شخصية تحاول قتل البطلة كاتنيس في فيلم مباريات الجوع. على الرغم من أنها اختبرت دور كاتنيس في البداية إلا أنها كانت صغيرة جدًا للدور حيث كانت في الرابعة عشرة من عمرها. تلقت لاحقًا دعوة لاختبار دور كلوف ونجحت في الحصول عليه. في 15 مايو 2012 تم الإعلان عن مشاركتها في إعادة إنتاج فيلم الرعب الكلاسيكي سوسبيريا لعام 1977 ولكن تم لاحقًا إلغاء المشروع بسبب مشاكل قانونية.
في 24 مايو 2013 تم اختيار فورمان لتجسيد دور ماكس في فيلم عزيزتي إليانور (2016) من إخراج كيفن كونولي. في عام 2014 أُسند إليها دور ماكس أيضًا في فيلم هاتف خلوي المقتبس من رواية ستيفن كينج. في عام 2015 انضمت إلى المسلسل الدرامي سادة الجنس على قناة شوتايم في دور متكرر حيث أدت شخصية تيسا ابنة فيرجينيا جونسون (التي تجسدها ليزي كابلان). كما حصلت على دور البطولة في الدراما المستقلة هيلبنت.
في عام 2021 أدت فورمان دور أليكس في فيلم المبتدئ، أول تجربة إخراجية للمخرجة لورين هاداواي. نال أداؤها إشادة واسعة من النقاد الذين وصفوه بأنه «تحول درامي يعادل أداء دانيال داي لويس" و"أفضل أداء لهذا العام» عن دورها في الفيلم فازت بجائزة مهرجان تريبيكا السينمائي لأفضل ممثلة وترشحت لجائزة الروح المستقلة لأفضل ممثلة رئيسية. في عام 2020 أُعلن عن إعادة تمثيلها لدور إستر في فيلم اليتيمة المسبق الذي صدر بعنوان اليتيمة: اقتل أولا في أغسطس 2022 ولاقى أداؤها إشادة جديدة.
في سبتمبر 2022 انضمت فورمان إلى فريق عمل فيلم الأفق: الملحمة الأمريكية من إخراج كيفن كوستنر، وفيلم Face من إخراج جوستين باتمان.

## الأعمال الخيرية
في عام 2010 انضمت فورمان إلى مشروع قبعات من أجل الخير التابع لمنظمة أنقذوا الأطفال حيث ساعدت العديد من المتطوعين في حياكة مئات القبعات للأطفال بهدف تقليل معدل وفيات الأطفال حديثي الولادة في البلدان النامية.وهي أيضًا عضو في المجلس الاستشاري لمؤسسة مؤسسة الحب والفن للأطفال وهي منظمة غير ربحية مقرها لوس أنجلوس.[بحاجة لمصدر]

## قائمة الأفلام
| السنة | الفيلم                                       | الشخصية                  |
| ----- | -------------------------------------------- | ------------------------ |
| 2006  | عدالة                                        | Grace O'Neil             |
| 2007  | Hounddog                                     |                          |
| 2008  | شبح هامس                                     | Gretchen Dennis          |
| 2009  | اليتيمة                                      | Esther                   |
| 2009  | أطفال الذرة (2009)                           | (voice)                  |
| 2010  | Sammy's Adventures: The Secret Passage       | Hatchling Shelly (voice) |
| 2010  | The Whole Truth ‏                             | Lyric                    |
| 2011  | Pleading Guilty                              | Carrie                   |
| 2011  | Salvation Boulevard                          | Angie                    |
| 2018  | (Down a Dark Hall (film                      | izzy                     |
| 2020  | Escape Room 2                                | Claire                   |
| 2022  | Orphan: First Kill                           | Esther                   |
| 2024  | مدينة الأفق: الملحمة الأمريكية – الفصل الأول | داياموند كيتريدج         |

## روابط خارجية
- إزابيل فورمن على موقع IMDb (الإنجليزية)
- إزابيل فورمن على موقع ميتاكريتيك (الإنجليزية)
- إزابيل فورمن على موقع روتن توميتوز (الإنجليزية)
- إزابيل فورمن على موقع قاعدة بيانات الأفلام العربية
- إزابيل فورمن على موقع ألو سيني (الفرنسية)
- إزابيل فورمن على موقع ميوزك برينز (الإنجليزية)
- إزابيل فورمن على موقع تيرنر كلاسيك موفيز (الإنجليزية)
- إزابيل فورمن على موقع أول موفي (الإنجليزية)
- إزابيل فورمن على موقع قاعدة بيانات الأفلام السويدية (السويدية)
- إزابيل فورمن على موقع إن إن دي بي (الإنجليزية)